# IC 2497
IC 2497 је спирална галаксија у сазвјежђу Мали лав која се налази на листи објеката дубоког неба у Индекс каталогу.
Деклинација објекта је + 34° 44' 1" а ректасцензија 9h 41m 4,0s. Привидна величина (магнитуда) објекта IC 2497 износи 15,0 а фотографска магнитуда 15,8. IC 2497 је још познат и под ознакама NPM1G +34.0168, IRAS 09380+3457, PGC 165538.